# Hogna munoiensis
Hogna munoiensis là một loài nhện trong họ Lycosidae.
Loài này thuộc chi Hogna. Hogna munoiensis được Carl Friedrich Roewer miêu tả năm 1959.